# Krystyna Artyniewicz
Krystyna Artyniewicz (ur. 1909, zm. 31 lipca 1953) – polska pisarka dziecięca. 
Ojciec Tadeusz, był wziętym karykaturzystą, stałym współpracownikiem satyrycznej „Muchy”, matka Jadwiga była nauczycielką, młodszy brat Konstanty Mikiewicz, był poetą. Łączniczka i strzelec w powstaniu warszawskim w Brygadzie Dyspozycyjno-Zmotoryzowanej „Koło”, należała do redakcji „Głosu Starego Miasta”. Debiutowała w 1947 roku bajkami scenicznymi dla dzieci, autorka dzieła Wierzbinowe kotki (1960). Członek Związku Literatów Polskich. 